# Су Чжэньчан
Су Чжэньчан (тайв. 蘇貞昌; род. 28 июля 1947, Пиндун, Тайвань, Китайская Республика) — тайваньский государственный и политический деятель, премьер-министр Китайской Республики с 25 января 2006 по 21 мая 2007 года и с 14 января 2019 по 31 января 2023 года.

## Биография
Су Чжэньчан родился 28 июля 1947 года в округе Пиндун.
В 1969 году окончил юридический факультет Национального университета Тайваня. В 1969—1981 годах занимался юридической практикой.
В 1981 году был избран в национальную ассамблею Тайваня. В 1989—1993 годах Су Чжэньчан был магистратом округа Пинтун. В 1986 году стал соучредителем Демократической прогрессивной партии, а в 1993 году занял пост её секретаря. В 1995 году представлял округ Тайбэй в парламенте. В 1997—2004 годах занимал пост магистрата округа Тайбэй.
В 2004 году был назначен генеральным секретарем канцелярии. В 2005 году избран председателем Демократической партии. В декабре 2005 года он ушёл в отставку. В 2006 году Су Чжэньчан занял пост премьер-министра. В 2007 году подал в отставку. В 2012—2014 годах являлся председателем Демократической партии.
11 января 2019 года президент Китайской Республики Цай Инвэнь назначила Су Чжэньчана на пост премьер-министра.
31 января 2023 года покинул пост премьер-министра Китайской Республики.